# The Islander
The Islander è il quinto singolo estratto dall'album Dark Passion Play del gruppo musicale finlandese Nightwish. Il singolo è stato pubblicato il 21 maggio 2008 mentre il video il 14 aprile 2008.

## Tracce
Standard Edition (CD version)
1. The Islander (radio version) (Holopainen, Hietala) - 3:57
2. The Islander (full-length version) - 4:58
3. Escapist (instrumental version) (Holopainen) - 4:57
4. Meadows of Heaven (orchestral version) (Holopainen) - 7:10

Standard Edition (DVD version)
1. The Islander (music Video on stereo sound)
2. The Islander (music Video on 5.1 sound)
3. The Islander (edited video)
4. Bye Bye Beautiful (music Video on stereo sound)
5. The Islander (making Of documentary)
6. Escapist (stereo audio)
7. Escapist (5.1 audio)

## Componenti
- Marco Hietala – voce, Chitarra acustica
- Emppu Vuorinen - Chitarra acustica
- Tuomas Holopainen – Tastiera
- Anette Olzon – seconda voce
- Jukka Nevalainen – Batteria
- Troy Donockley - Bodhrán, Uilleann Pipes, Low-Tin whistle (ospite speciale)
- London Philharmonic Orchestra - Orchestra